# Mehmed Fuad Pacha
Le Pacha Mehmet Fuat Keçecizade (le plus souvent orthographié Mehmed Fouad Pacha), né en 1814 à Constantinople (Empire ottoman) et mort le 11 février 1869 à Nice, est un littérateur et homme d’État ottoman.

## Biographie
D’une famille de poètes, il commença lui-même par faire des vers, puis étudia la médecine, enfin entra au bureau des Interprètes de la Porte, et étudia les langues étrangères, la diplomatie, l’économie politique. Il fut attaché comme premier secrétaire à l’ambassade de Chekih-Effendi à Londres (1840). Il rapporta d’Espagne, où il occupa un second poste diplomatique (1844), des travaux politiques et des œuvres littéraires. Il fut nommé grand interprète de la Porte (1845), puis grand référendaire du divan (1848). 
Mehmet Fuad Keçecizade fut l'émissaire de la « Sublime Porte » dans les Principautés danubiennes (alors que s'y déroulait la révolution roumaine de 1848), à Saint-Pétersbourg (pour négocier avec le Tzar russe Nicolas en 1850) et en Égypte (pour négocier avec Ibrahim Pacha en 1852). Il devint ministre des affaires étrangères (1853), membre du conseil des Tanzimat et pacha (1854) à la suite de ses victoires contre les insurgés chrétiens en Épire. Il rentra au ministère des affaires étrangères (1855-60) et se signala dans son administration par la création de phares et de télégraphes et par la répression de violences exercées contre les chrétiens en Syrie. Il prit part en 1856 au Congrès de Paris, puis à la conférence de Paris de 1858, et fut porté au ministère de la guerre qu’il occupa jusqu’à sa mort (1869). 
Il a publié une Grammaire ottomane (1852), et fit partie de l’Académie des sciences et belles-lettres de Constantinople dès sa fondation (1851).
Le 18 février 1869 l'aviso Latouche-Tréville, chargé de ramener à Constantinople son corps entre en collision avec le paquebot Prince Pierre-Bonaparte, qui coule au large des îles d'Hyères faisant seize morts,.